# Peperomia parvicaulis
Peperomia parvicaulis är en pepparväxtart som beskrevs av C. Dc.. Peperomia parvicaulis ingår i släktet peperomior, och familjen pepparväxter. Inga underarter finns listade i Catalogue of Life.